# Oosterweelbrug
De Oosterweelbrug is een brug in het Antwerpse havengebied op de rechteroever van de Schelde. De brug ligt over het oostelijk hoofd van de Verbindingsgeul tussen het Leopolddok en het Albertdok, aan de kant van het Albertdok.
De Oosterweelbrug werd geopend in 1928 en is een rolbasculebrug van het type Scherzer (zoals de Mexicobrug) met een doorgangsbreedte voor de scheepvaart van 35 meter. De vrije hoogte op de brug zelf bedraagt 4,80 meter. Er loopt ook een dubbelsporige spoorlijn over de brug (spoorlijn 221). Als deze brug openstaat voor het scheepvaartverkeer, kan het spoor- en wegverkeer de Verbindingsgeul nog steeds passeren langs de Wilmarsdonkbrug aan het andere hoofd van de Verbindingsgeul. 
De brug werd genoemd naar het verdwenen polderdorp Oosterweel. Ten westen van het Noordkasteel is enkel nog de kerk bewaard gebleven.
Het VHF-werkkanaal is 62. Het VHF-contactkanaal is 74.
Albertbrug · Asiabrug · Berendrechtbrug · Boudewijnbrug · Droogdokbrug · Farnesebrug · Frederik Hendrikbrug · Kattendijkbrug · Kempischebrug · Kruisschansbrug · Lefèbvrebrug · Lillobrug · Londenbrug · Luikbrug · Meestoofbrug · Melselebrug · Mexicobrug · Nassaubrug · Noorderlaanbrug · Noordkasteelbrug · Noordlandbrug · Oosterweelbrug · Oudendijkbrug · Petroleumbrug · Royersbrug · Siberiabrug · Straatsburgbrug · Van Cauwelaertbrug · Willembrug · Wilmarsdonkbrug · Zandvlietbrug · Ophaalbrug Merksem Groot Dok · Ophaalbrug Merksem Klein Dok